# F-15 Strike Eagle
F-15 Strike Eagle ist eine Reihe von Computer-Flugsimulationen des Herstellers MicroProse, für deren Entwicklung zunächst Sid Meier und später Andy Hollis verantwortlich waren. Die drei Teile der Serie erschienen 1984, 1989 und 1992; im Mittelpunkt der Spiele steht die titelgebende McDonnell Douglas F-15 in der Ausführung F-15E Strike Eagle.

## Teile der Serie

### F-15 Strike Eagle
Der erste Teil erschien 1984 zunächst für die Atari-Heimcomputer und wurde in der Folgezeit auch für  PC (MS-DOS), Amstrad CPC, Apple II, Atari-Heimcomputer, Atari ST, Commodore 64, Game Boy, Sega Game Gear, MSX, NES und ZX Spectrum konvertiert.
Alleiniger Entwickler dieses Spiels war Sid Meier, der dabei weitestgehend auf Erfahrung und Programmroutinen seines zuvor entwickelten Spiels Solo Flight zurückgriff. Während die anfängliche PC-Version lediglich einfache vierfarbige CGA-Vektorgrafik bot, verfügten die späteren Umsetzungen über weitere Farbpaletten und zusätzliche Präsentation von Ereignissen über Rastergrafiken.
Was den Spielumfang betrifft, bietet F-15 einen Karrieremodus, bei dem der Spieler seinem Piloten einen Namen gibt und anschließend eines von sieben Szenarien auswählt, in denen er durch Erfolge zu Beförderungen und Orden gelangt. Ein Kampagnenmodus, bei dem sich Spielweltänderungen in erledigten Missionen auf Folgemissionen auswirken gibt es jedoch noch nicht, dies wurde erst in Teil 3 der Spieleserie verwirklicht. Dabei haben alle Szenarien historische Hintergründe; teilweise gehören Einsätze von Flugzeugen des Typs F-15 zu den genannten Zeitpunkten jedoch zur Fiktion. Wählbare Einsatzgebiete sind:
- Vietnam (Angriffe auf Hanoi und Haiphong im Frühjahr 1972)
- Syrien (1984)
- Ägypten (Beginn des Jom-Kippur-Krieges, 6. Oktober 1973)
- Irak (Zerstörung des Osirak-Reaktors, 7. Juni 1981)
- Persischer Golf/Iran (1984)

Der Spieler kämpft an diesen Schauplätzen gegen drei Flugzeugtypen, weicht drei Typen von Flugabwehrraketen aus, muss zwei wichtige Bodenziele (Primär- und Sekundärziel) zerstören und anschließend zur Ausgangsbasis zurückkehren.

### F-15 Strike Eagle II
Der zweite Teil erschien 1989 für den PC und wurde für Commodore Amiga, Atari ST und Sega Mega Drive konvertiert. Designer waren Sid Meier und Andy Hollis, daneben noch ein kleines Team von Grafikern und anderen Programmierern. Die Spiel-Engine war praktisch identisch mit der des 1988 erschienenen Spiels F-19 Stealth Fighter, an dem ebenfalls Meier und Hollis gearbeitet hatten. Markant war in grafischer Hinsicht die komplette Darstellung durch polygonale Grafiken, was auch Effekte wie Feuer und Rauch betraf. Außerdem neu war eine Kompatibilität zu den Standards EGA (16 Farben) und VGA/MCGA (256 Farben) sowie eine farbliche Aufhellung von Himmel und Erde zum Horizont hin. Als Compiler wurde von Microprose für die DOS Version der Microsoft C Compiler in der Version 5.1 verwendet und das Binary von F-15 Strike Eagle II mit aktiviertem Debug Code ausgeliefert.
Erneut bietet das Spiel lediglich einen Karrieremodus. Die Anzahl der Szenarien wurde auf vier reduziert, die dafür jedoch für damalige Verhältnisse sehr detailliert umgesetzt worden sind und neben markanten Küstenlinien auch Berge, Städte, Flüsse, Straßen, Wolken und ländliche Bebauung aufweisen. Diese erneut mit historischen Anklängen versehenen Szenarien sind:
- Libyen, gegen das die amerikanische Luftwaffe in den 80er-Jahren gelegentlich Angriffe flog. Dieser Einsatz lässt den Spieler von Flugplätzen auf Sizilien, Malta und Kreta sowie einem Flugzeugträger, der America, aus operieren und wird in der Missionsauswahl mit „Across the Line of Death“ untertitelt.
- Persischer Golf: Hier fand 1986 die Operation Praying Mantis statt, bei der die US Navy gegen iranische Ölplattformen und Flottenbewegungen vorging. Dies wird in der Missionsauswahl mit „Keeping the sea lanes open“ beschrieben und lässt den Spieler von Kuwait, Bahrain, Katar, Dubai, Abu Dhabi und der Nimitz aus gegen die iranische Küste und das Hinterland operieren.
- Vietnam: Gegen Ende des Vietnamkrieges fliegt der Spieler Einsätze gegen Ziele im ganzen Land, einschließlich der Hauptstadt Hanoi, des Nachbarlandes Kambodscha und des Ho-Chi-Minh-Pfades. Der Spieler startet in Südvietnam oder auf den Trägern Kitty Hawk und Constellation; Motto des Einsatzes ist „America's longest air war“.
- Naher Osten: Der Hintergrund dieses Einsatzes ist unklar, da der Spieler sowohl von israelischen Basen als auch von solchen der NATO in der Türkei und auf Zypern oder der Dwight D. Eisenhower gegen Ziele in Syrien, Jordanien sowie im Irak und im Libanon abhebt. Der Einsatz steht unter dem Motto „Eagles vs. MiGs“.

Der Spieler tritt diesmal gegen viele verschiedene Flugzeug- und FlaRak-Typen an, deren Art und Anzahl von Mission zu Mission variiert. Beispielsweise verfügt im Golf-Szenario das iranische Militär auch über Flugzeuge und Raketen aus US-amerikanischer Produktion. Die zur Verfügung stehende Bewaffnung des Spielers ist in jeder Mission gleich und umfasst 1000 Schuss für die M61-Kanone, je vier AIM-9-Sidewinder- und AIM-120-AMRAAM-Raketen gegen Luftziele und sechs AGM-65-Maverick-Luft-Boden-Raketen.
Erneut muss der Spieler Primär- und Sekundärziel vernichten und anschließend zur Basis zurückkehren, was je nach Schwierigkeitsgrad einfacher oder schwieriger ausfällt. Zwar kämpft der Spieler alleine gegen den Gegner, in der Nähe freundlicher Flugplätze befinden sich jedoch auch befreundete Flugzeuge der Typen F-4E Phantom oder Boeing 767. Diese greifen allerdings nicht ins Geschehen ein und können allenfalls versehentlich vom Spieler abgeschossen werden (Friendly fire), was dem Spieler in der Auswertung des Missionsergebnisses Minuspunkte einbringt.
Für F-15 Strike Eagle II erschien 1992 eine Zusatzdiskette, die das Spiel um drei neue Szenarien (Operation Desert Storm, Mitteleuropa und Nordkap) erweiterte. Die beiden letztgenannten Szenarien wurden direkt aus F-19 Stealth Fighter entnommen. Zudem fand kurioserweise die Engine des Spiels 1991 weitere Verwendung in einem ebenfalls von MicroProse veröffentlichten Spiel namens F-117A Nighthawk.

#### Bewertung in Fachzeitschriften
In der Spielekritik lobte Max Magenauer in der Amiga Joker, die für F-15 Strike Eagle II eine Spielspaßwertung von 89 % vergab und es mit der Auszeichnung „Hit“ versah, einzelne Aspekte des Spiels:

„[…] In mancher Beziehung lässt das Game in puncto Realismus […] sogar F-16 Falcon hinter sich. […] Die Landschaften sind einfach traumhaft, die Vektorgrafik bewegt sich […] geradezu mit Lichtgeschwindigkeit […]. Die Handhabung ist über alle Zweifel erhaben (wie sollte es auch anders sein?). […] Ein einziger Punkt hat uns bei diesem Spiel gestört: Es gibt nicht übermäßig viele Waffensysteme - was aber andererseits kein Beinbruch ist, weil das in der stressigen Hektik der Gefechte gar nicht so richtig auffällt.“

Die Power Play bewertete die Amiga-Portierung des Spiels in Ausgabe 9/91 mit 75 % und kommentierte, „Wer Luftkampfaction mit einem Touch Simulation mag und keine moralischen Bedenken hegt, dem sei das F 15 II empfohlen.“

### F-15 Strike Eagle III
Der dritte Teil erschien 1992 und wurde unter der alleinigen Leitung von Andy Hollis ausschließlich für den PC entwickelt. Technisch war dieser Teil damals bahnbrechend, denn trotz des simplen Flugmodells überzeugte der Teil vor allem in grafischer Hinsicht. Dabei wurden komplett texturierte 3D-Grafiken verwendet und die Szenarien anhand von Satellitenaufnahmen erstellt. Auf diese Weise war vor allem die Landschaftsgrafik sehr überzeugend, auch Wetter- und Lichteffekte trugen maßgeblich dazu bei.
Spielerisch stellten sich einige Neuerungen und Schritte zu einer realistischeren Simulation ein. Neben dem Karrieremodus konnte der Spieler Soforteinsätze starten oder auch den neuen Mehrspielermodus nutzen, der nicht nur ein Gegeneinander ermöglichte, sondern auch ein Miteinander, bei dem ein Spieler der Pilot war und der andere der Waffensystemoffizier im hinteren Cockpit.
Außerdem wurde ein Kampagnenmodus eingeführt, Auswirkungen von vorhergehenden Missionen wirken sich somit auf Folgemissionen aus. Zudem konnte der Spieler auch vor den Einsätzen eigene Waffenkonfigurationen wählen und in den Einsätzen selbst mit Flugelmännern interagieren.
Die Anzahl der Szenarien sank auf drei, von denen zwei historische Vorbilder hatten:
- Panama, hierfür stand die 1989 ausgeführte Operation Just Cause Pate.
- Persischer Golf/Irak, auf Basis der Operation Desert Storm von 1991
- Korea, ein fiktives Szenario über einen Krieg zwischen Nord- und Südkorea

Mit diesem Teil endete die Serie. Andy Hollis wechselte anschließend zur zu Electronic Arts gehörenden Firma Jane's Interactive und entwickelte dort verschiedene Spiele, u. a. US Navy Fighters und AH-64D Longbow. Als inoffizieller Nachfolger der F-15-Serie gilt das 1998 erschienene Spiel Jane's F-15.

#### Bewertungen in Fachzeitschriften
In der PC Joker testete Max Magenauer das Spiel und versah es abermals mit einer Bewertung von 85 % und dem Prädikat „Hit“. Dazu kommentierte er:

„Teil 3 der Serie lässt Raubvogel-Herzen wieder höher schlagen - nicht zuletzt dank seiner beeindruckenden Mischung aus Vektor- und Bitmap-Grafik. So können die drei Szenarios […] mit Details wie sichttrübenden Wolken aufwarten, der Flug durch die Türme Kuwait-Citys oder durch plastische Gebirge ist faszinierend, und das Düsen durch den Rauch eines getroffenen Ziels beeindruckend. […] Im Vergleich mit dem Raubvogel-König „Falcon“ mag der neue Adler zwar weniger komplex sein, schöner anzusehen ist er allemal. Ernsthafte Konkurrenz könnte höchstens mit „Strike Commander“ am Horizont auftauchen […].“

In der Power Play wurde das Spiel mit einer Wertung von 81 % bedacht. Die beiden Redakteure Michael Hengst und Jürgen Steffen kamen dabei zu unterschiedlichen Schlüssen bei der Beurteilung des Spiels:

„Toll sind das Oskar-verdächtige Intro, die realistische Wolkendecke und die Bitmap-Explosionen gelungen, Gebäude und andere Bodeneinrichtungen hätte ich mir detaillierter gewünscht. Mit dem typischen F-15 Strike Eagle-Spielablauf hatte ich noch nie Schwierigkeiten: Unkompliziertes Losfliegen und fetzige Kämpfe waren und sind mir um einiges lieber als Hammersimulationen à la Falcon 3.0 […]. Viele Missionen, Tag- und Nachtflüge, intelligente Gegner und der Zwei-Spieler-Link-Modus sorgen für monatelange Abwechslung und Herausforderungen.“

Michael Hengst vertrat dagegen eine andere Position:

„Die Vorzeigesimulationen aus dem Hause Microprose waren mir immer einen Hauch zu langweilig und ein Quentchen zu simpel. […] Leider ändert auch F-15 Strike Eagle 3 nichts daran. Denn unter dem schmucken Nobeloutfit - die Grafik sieht wirklich toll aus - schlummert immer noch die gleiche Simpelsimulation wie vor zwei Jahren. Für einen Hardcore-Piloten einfach zu wenig.“

Die PC Games testete das Spiel in Ausgabe 1/93 und nannte es im Zusammenhang mit der Wertung von 92 % „eine Simulation, die vor allem in Bezug auf die technische Realisierung und die Spielbarkeit neue Maßstäbe setzt.“ Die PC Player vergab in Ausgabe 3/93 für das Spiel 78 Prozentpunkte.